# Idea virgo
Idea virgo är en fjärilsart som beskrevs av Hans Fruhstorfer 1903. Idea virgo ingår i släktet Idea och familjen praktfjärilar. Inga underarter finns listade i Catalogue of Life.